# Ormtjernkampen nationalpark
Ormtjernkampen nationalpark er en tidligere nationalpark i Gausdal i Innlandet fylke i Norge. Parken blev oprettet i 1968 og var med sine 9 km² Norges mindste . Parken der grænser op til Ormtjernmyra naturreservat, blev i 2011 indlemmet i den langt større Langsua nationalpark på 537 km2.

## Ekstern henvisning
- Direktoratet for naturforvaltning, information om Ormtjernkampen nationalpark. Arkiveret 30. september 2007 hos  Wayback Machine

61°12′N 9°48′Ø / 61.2°N 9.8°Ø